# باشگاه فوتبال پارمالات
باشگاه فوتبال پارمالات یک تیم فوتبال نیکاراگوئه‌ای بود که در ماناگوا مستقر بود. آنها چندین فصل در لیگ برتر نیکاراگوئه بازی کردند، اما در فصل ۲۰۰۴ باشگاه پس از مشکلات مالی شدید منحل شد.